# Evangelische Stiftung Tannenhof
Die Evangelische Stiftung Tannenhof ist ein Fachkrankenhaus für Psychiatrie, Psychotherapie, Psychosomatik und Neurologie im Remscheider Stadtbezirk Lüttringhausen mit rund 1000 Mitarbeitern und über 565 Patientenbetten.

## Geschichte
Die Klinik wurde im Jahr 1896 als „Evangelische Heilanstalt für Geisteskranke“ auf Anregung des Elberfelder Pfarrers und späteren Präses der Evangelischen Kirche im Rheinland, Georg Wilhelm Hafner, gegründet und seitdem ständig erweitert. Richard Gertenbach, der damalige Bürgermeister von Lüttringhausen, sorgte dafür, dass das umfangreiche Gelände zur Verfügung gestellt wurde.
Aus den Anfangsjahren stammen unter anderem noch das Diakonissen-Mutterhaus der Kaiserswerther Schwestern, die evangelische Kirche aus dem Jahre 1907, der alte Festsaal, und das ehemalige Küchengebäude. Sie sind in einer Sichtachse angelegt und trennen die beiderseits gelegenen historischen Stationsgebäude, in denen die Patienten damals nach Geschlecht getrennt untergebracht waren. So gab es eine „Herrenvilla“ und eine „Damenvilla“.
Die Anstalt besitzt auch einen eigenen Friedhof. In der ehemaligen Schlosserei ist jetzt „Das Lädchen“ untergebracht.
Während der Zeit des Nationalsozialismus gelang es einigen Mitarbeitern, die Deportation und Ermordung der meisten Patienten, die in den Augen der Machthaber ein „lebensunwertes Leben“ besaßen, zu verhindern. Hieran erinnernd und zum Dank, dass die Stiftung nicht bei Bombenangriffen getroffen wurde, werden noch heute täglich um sieben Uhr die Glocken der Kirche geläutet.
Da die Zahl der Diakonissen im Ruhestand immer mehr abnahm, wurde das Mutterhaus zur Ausbildungsschule für Krankenpflege umfunktioniert. Das Kreuz der Kaiserswerther Schwestern ist am Eingang und in einem Fenster noch zu sehen.

## Lage und Architektur

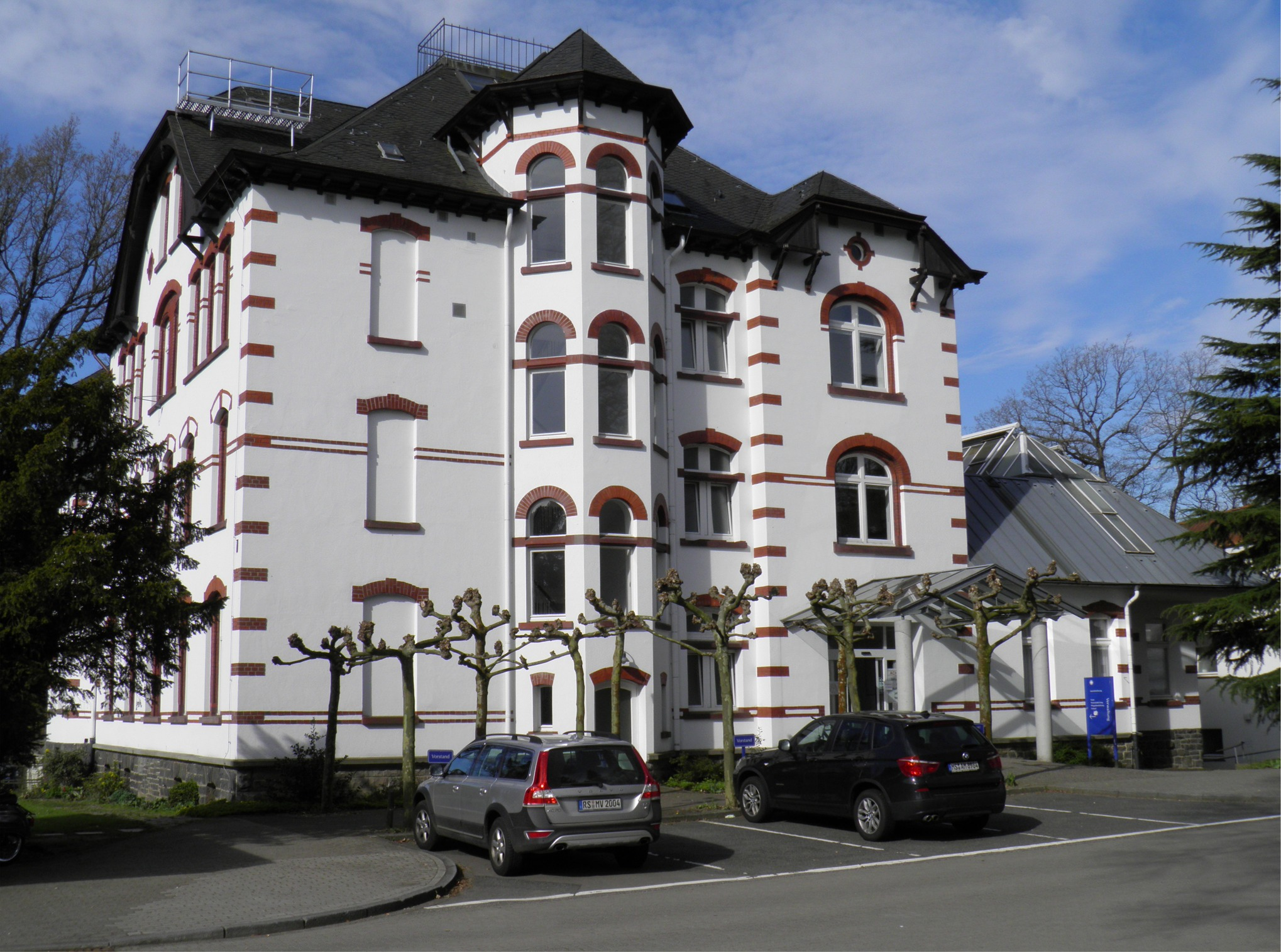
Historisches Verwaltungsgebäude der Stiftung Tannenhof in Lüttringhausen

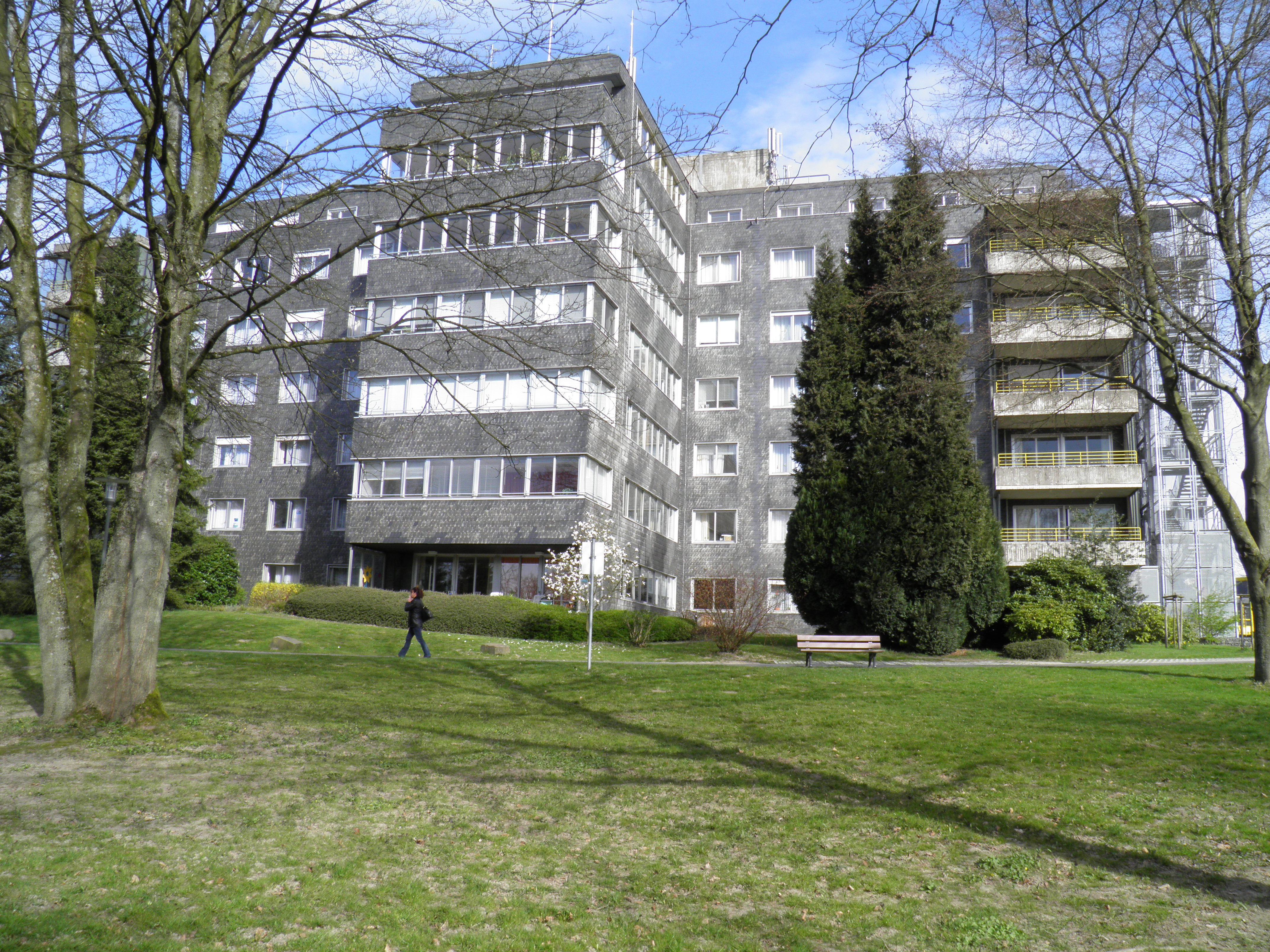
Jochen-Klepper-Haus

Das etwa 24 Hektar große Gelände des Fachkrankenhauses liegt auf dem Stadtgebiet von Remscheid, im Südwesten des Stadtbezirks Lüttringhausen und ist im östlichen Teil um die Gebäude herum parkähnlich gestaltet. Nach Westen hin ist das Gelände bewaldet mit einem Wildgehege und fällt zum Leyerbach hin steil ab.
Seit der Gründung der Stiftung Tannenhof befand sich der Haupteingang an der Remscheider Straße, wurde jedoch zur August-Erbschloe-Straße verlegt und soll dort anspruchsvoller gestaltet werden.
Das markanteste Gebäude ist das siebengeschossige höhere Haus mit einem kreuzähnlichen Grundriss, das nach Jochen Klepper benannt wurde. Im Eingangsbereich erinnert an ihn eine Gedenktafel. Daneben wird ein funktionstüchtiges Uhrwerk der Firma J. F. Weule aus Bockenem im Harzvorland ausgestellt, das sich früher in der Klinikkirche befand. Ehemals hatte die Stiftung Tannenhof einen eigenen Gutshof, der einen Teil der Versorgung der Patienten übernahm. Insbesondere die Milch kam ausschließlich vom eigenen Hof.
Ein weiteres Patientengebäude mit drei geschlossenen Abteilungen ist nach Ludwig Steil benannt.

## Struktur
Die Klinik ist besonders auf die Gebiete Psychiatrie, Psychotherapie, Neurologie mit spezieller Schmerztherapie und auf Suchterkrankungen spezialisiert. Die Psychiatrische Klinik ist zuständig für die stationäre psychiatrische Versorgung im Bergischen Land, speziell für die Städte Wuppertal und Remscheid.
Im Jahr 2009 wurde das Fachkrankenhaus von der Zertifizierungsgesellschaft Kooperation für Transparenz und Qualität im Gesundheitswesen (KTQ) zertifiziert. Dieses krankenhausspezifische Qualitätsmanagement-Zertifizierungsverfahren wird von der Bundesärztekammer, der Deutschen Krankenhausgesellschaft, dem Deutschen Pflegerat und den Spitzenverbänden der gesetzlichen Krankenversicherungen getragen.
Im Jahr 2015 eröffnete die Stiftung in einem leerstehenden Gebäude des Remscheider General-Anzeigers am Friedrich-Ebert-Platz das „Haus für Seelische Gesundheit“.
Angeschlossen ist auch eine Kindertagesstätte, die nahe dem alten Haupteingang an der Remscheider Straße liegt.
Auf dem Gelände des ehemaligen Gutshofs der Stiftung, das sich jenseits der Remscheider Straße und talwärts in Richtung Lüttringhauser Bach befindet, ist der Bau des „Christlichen Hospizes Bergisch Land“ für Remscheid, Hückeswagen, Wermelskirchen und Radevormwald geplant.
Im Herbst findet jedes Jahr das Streuobstwiesenfest statt.

## Ärztliche Direktoren
- 1896–1934: Otto Beelitz
- 1934–1966: Wilhelm Philipps
- 1966–1987: Gerhard Irle[3]
- ab 1987: Hans K. Rose[4]
- bis 2018: Klaus Windgassen
- seit 2019: Eugen Davids

## Kirchenmusiker
- Ferdinand Schmidt (1883–1952)
- Marianne von Oettingen (1915–2012)

## Bildergalerie

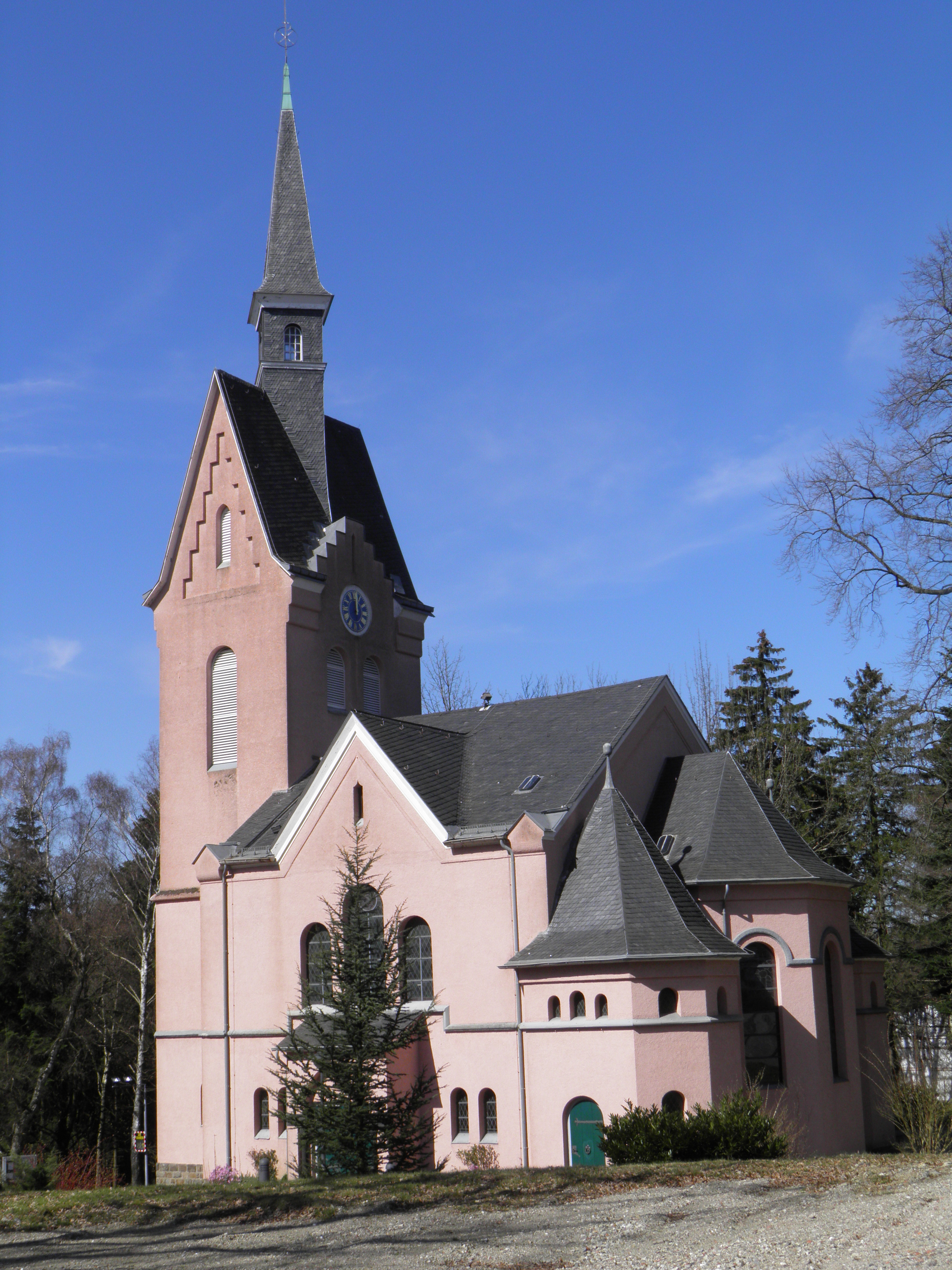
Evangelische Kirche bei der Stiftung Tannenhof.
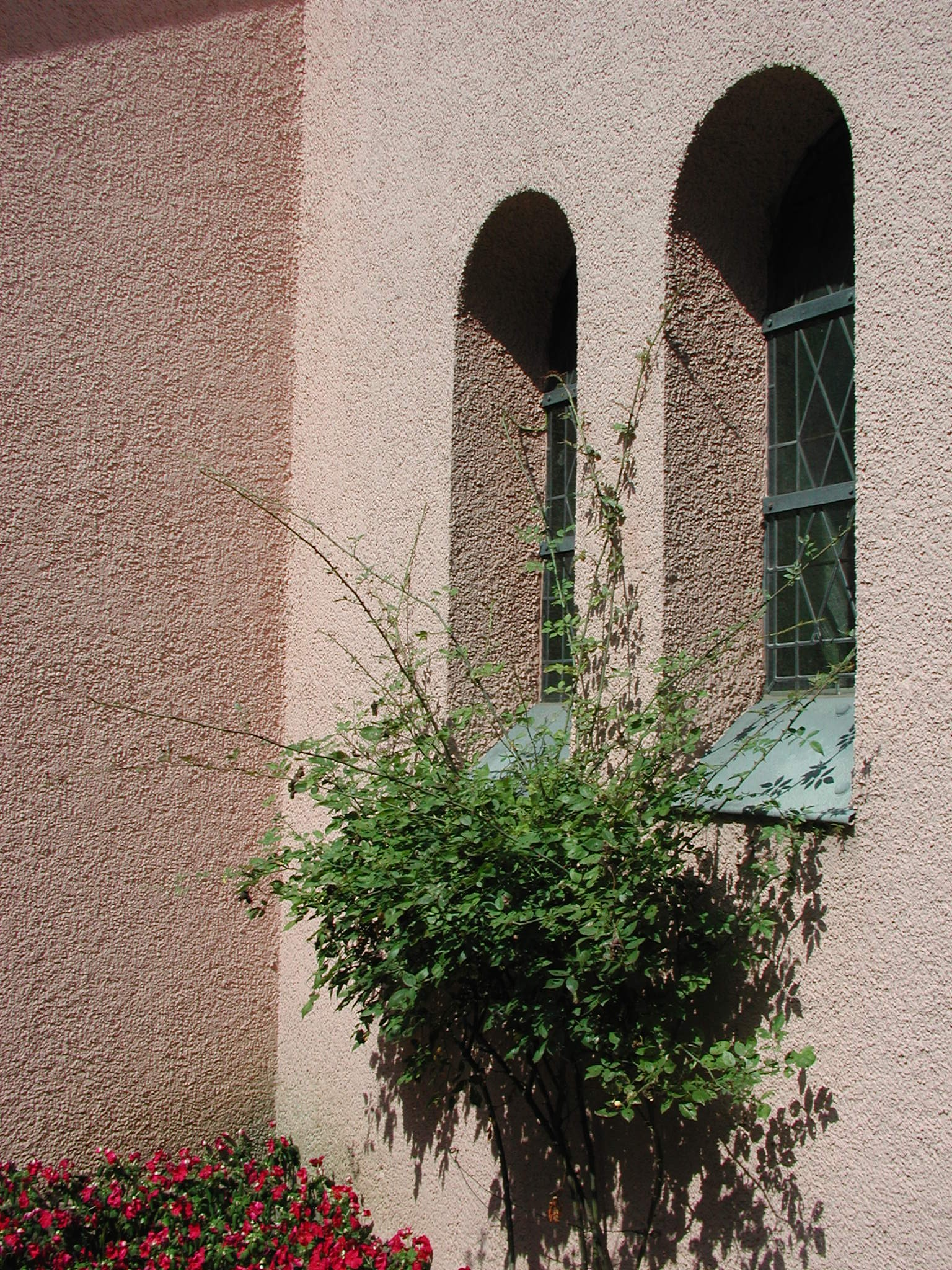
Seitliche Kirchenfenster Tannenhof.
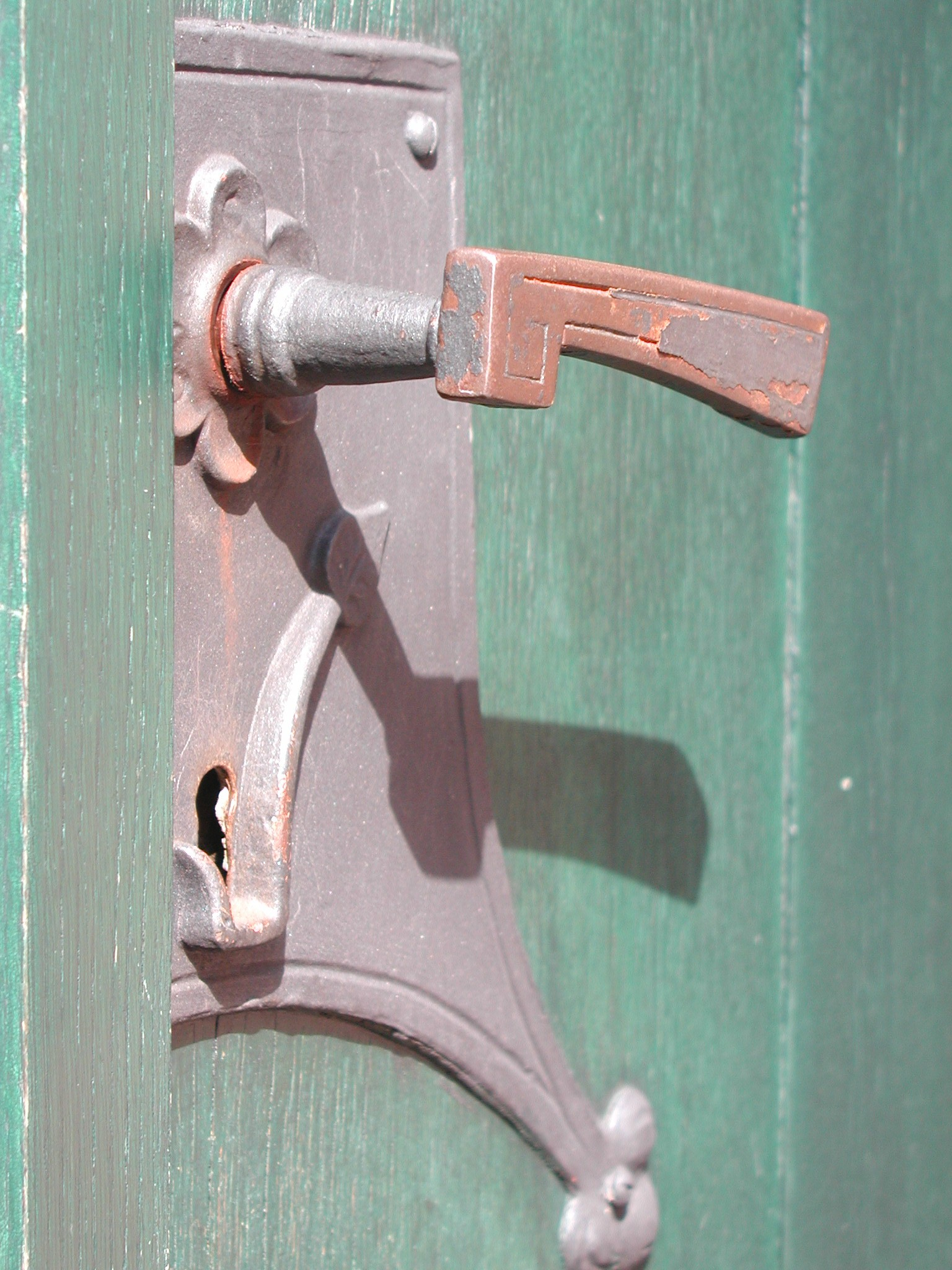
Türgriff am Kirchengebäude.
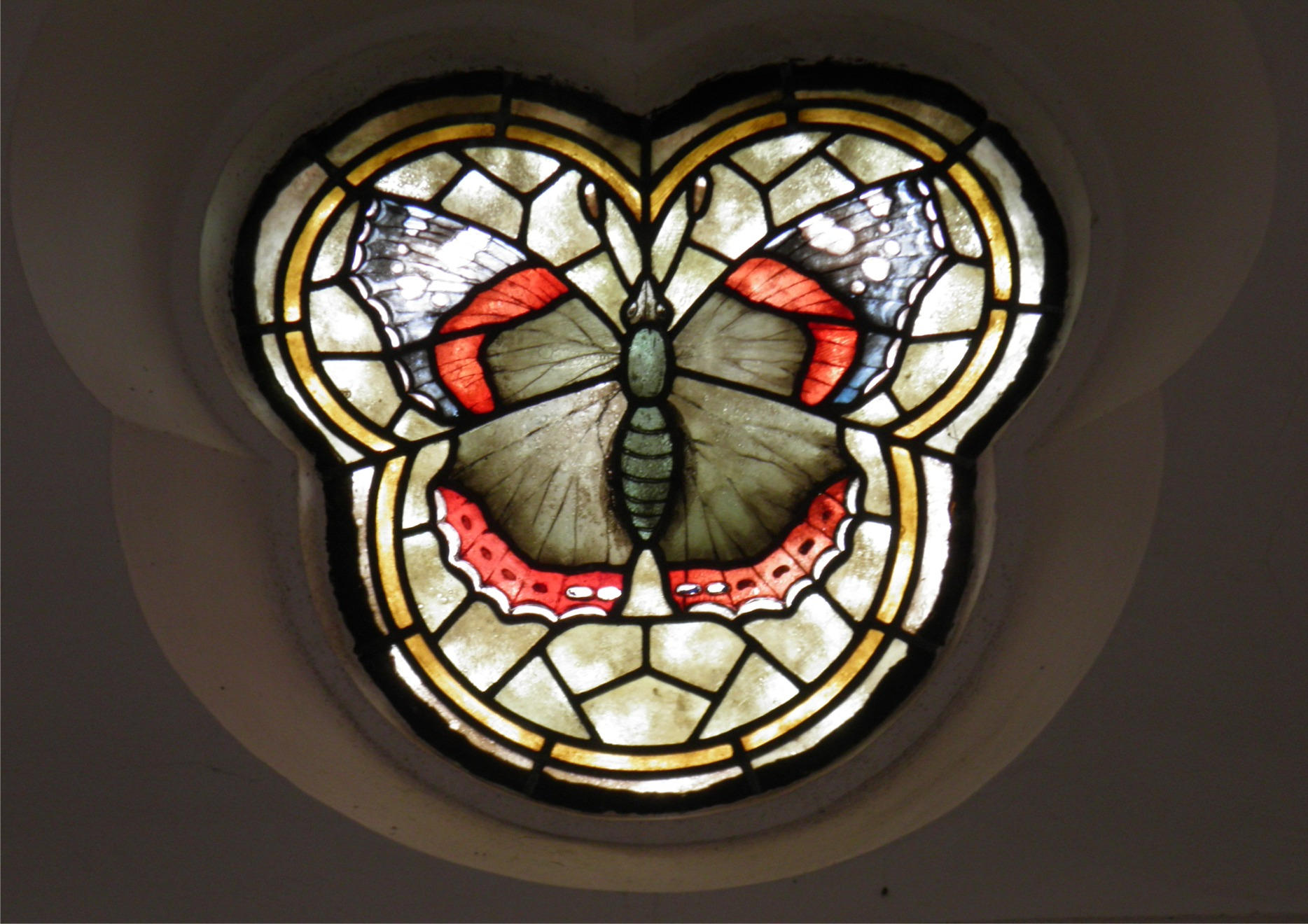
Fenster über dem Kircheneingang.
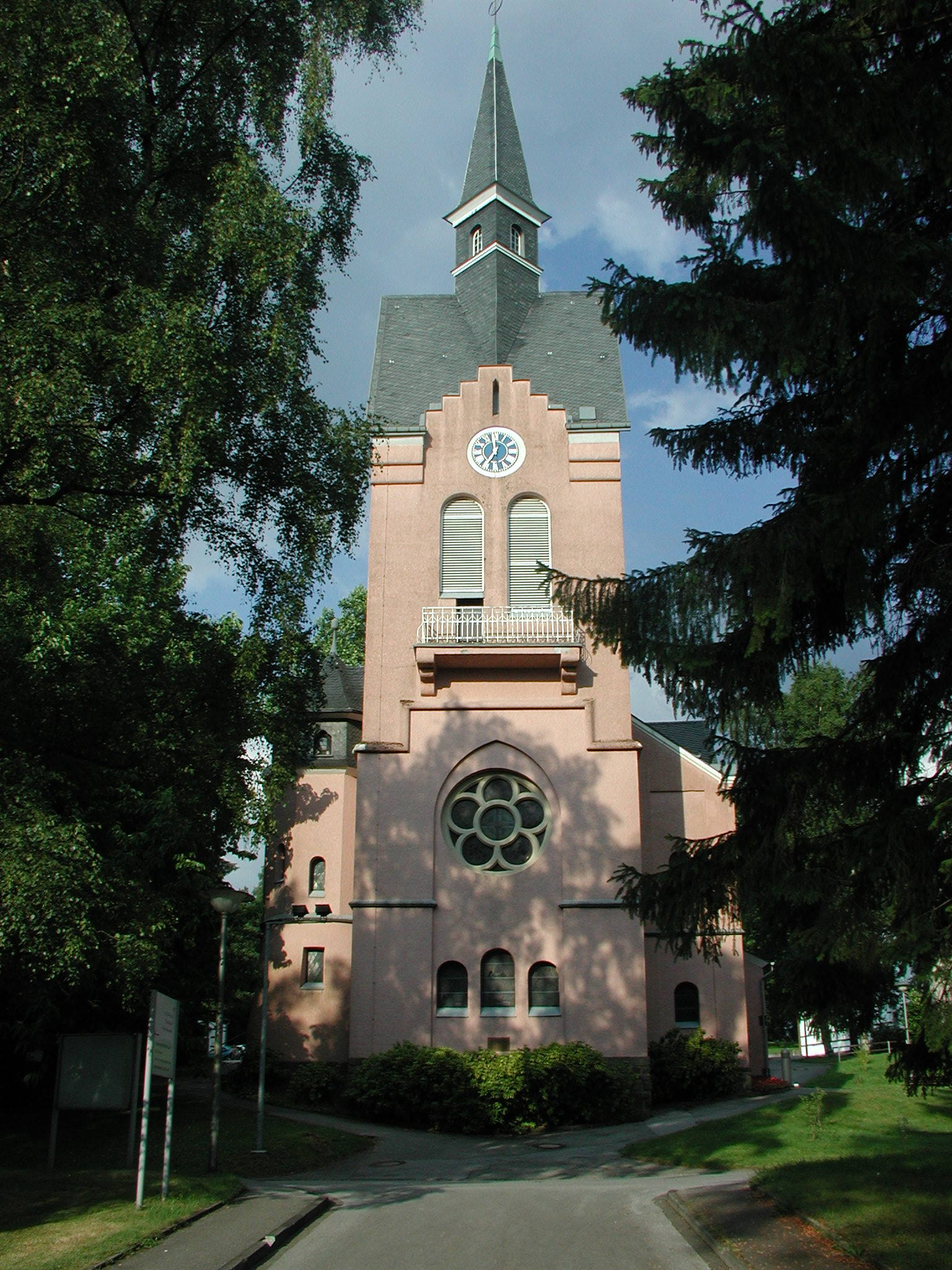
Die Kirche auf dem Gelände des Tannenhofs aus Richtung des alten Mutterhauses.
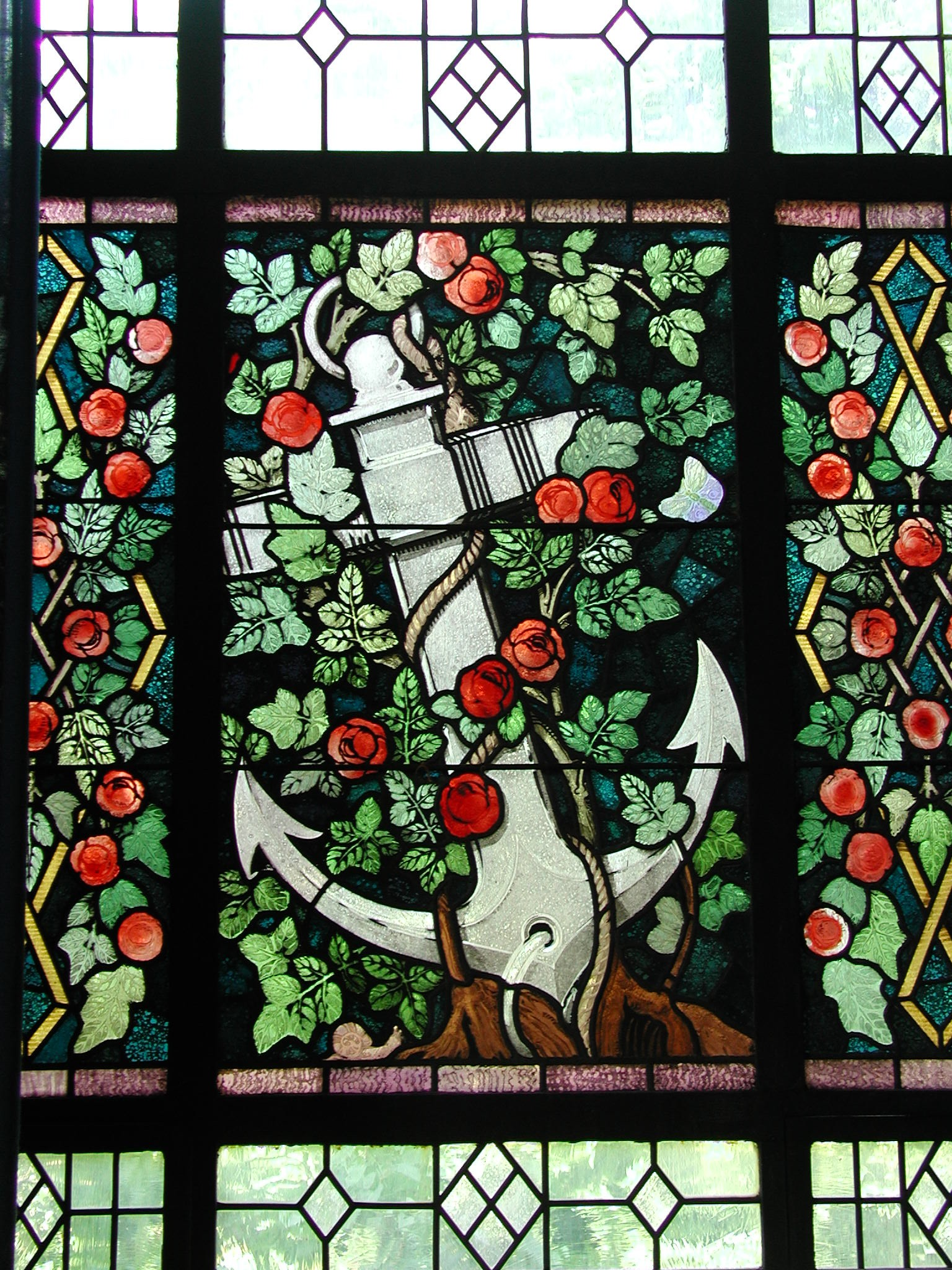
Symbolfenster im Mutterhaus der Kaiserswerther Schwestern im Tannenhof
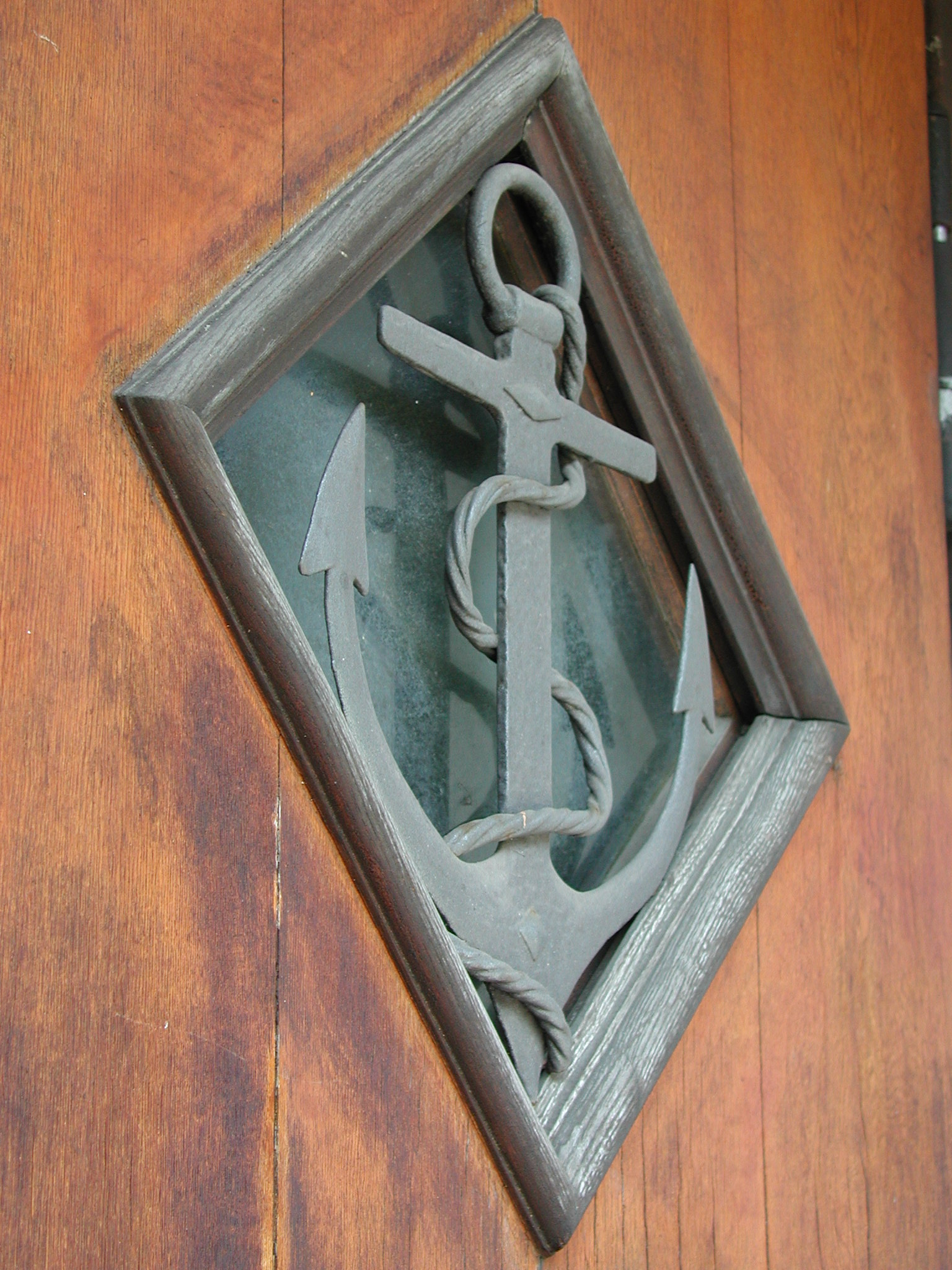
Emblem am Mutterhaus im Tannenhof
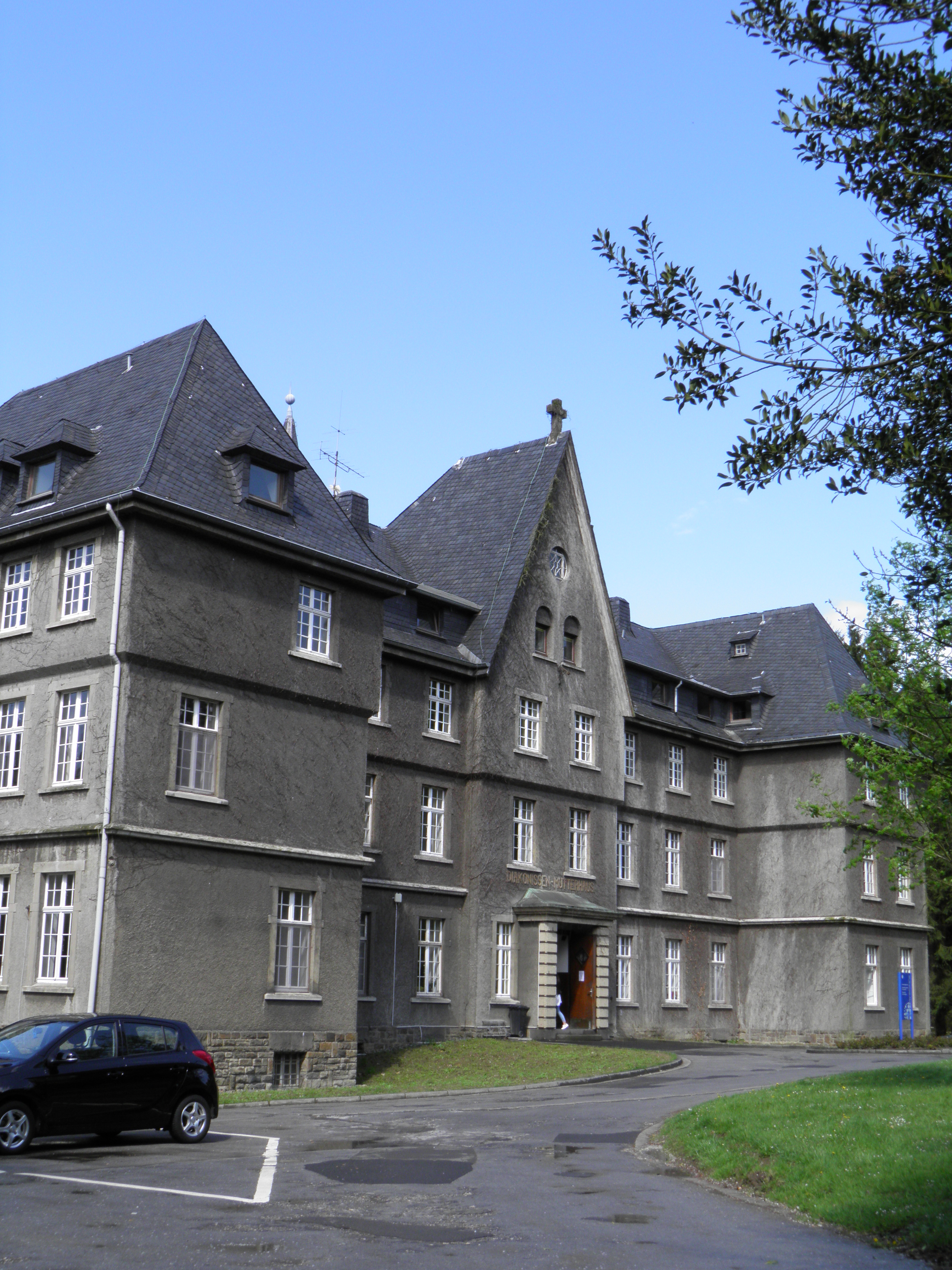
Diakonissen-Mutterhaus in der Stiftung Tannenhof.
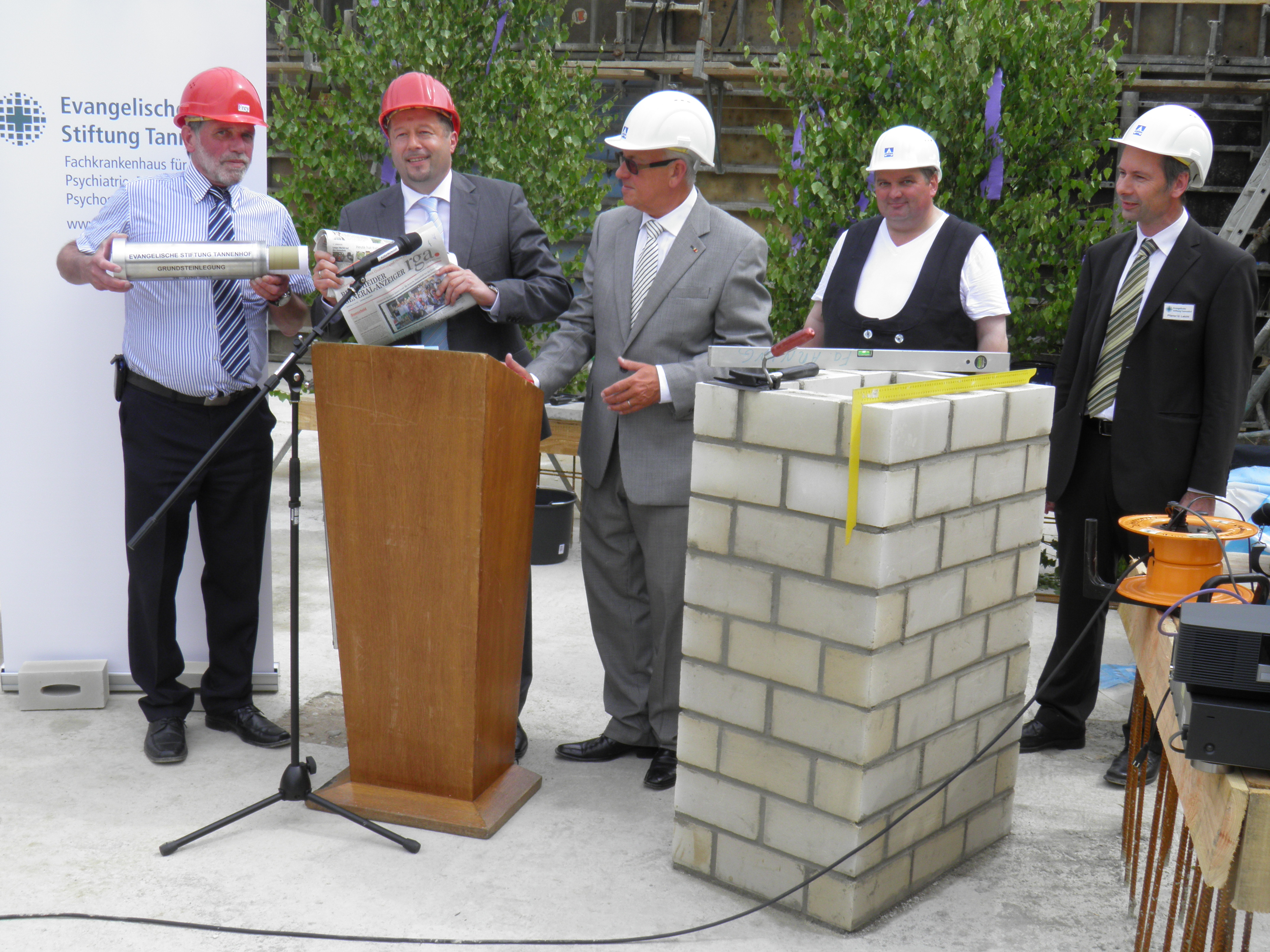
Grundsteinlegung für die Erweiterung der Räumlichkeiten am Jochen-Klepper-Haus im Juni 2012.
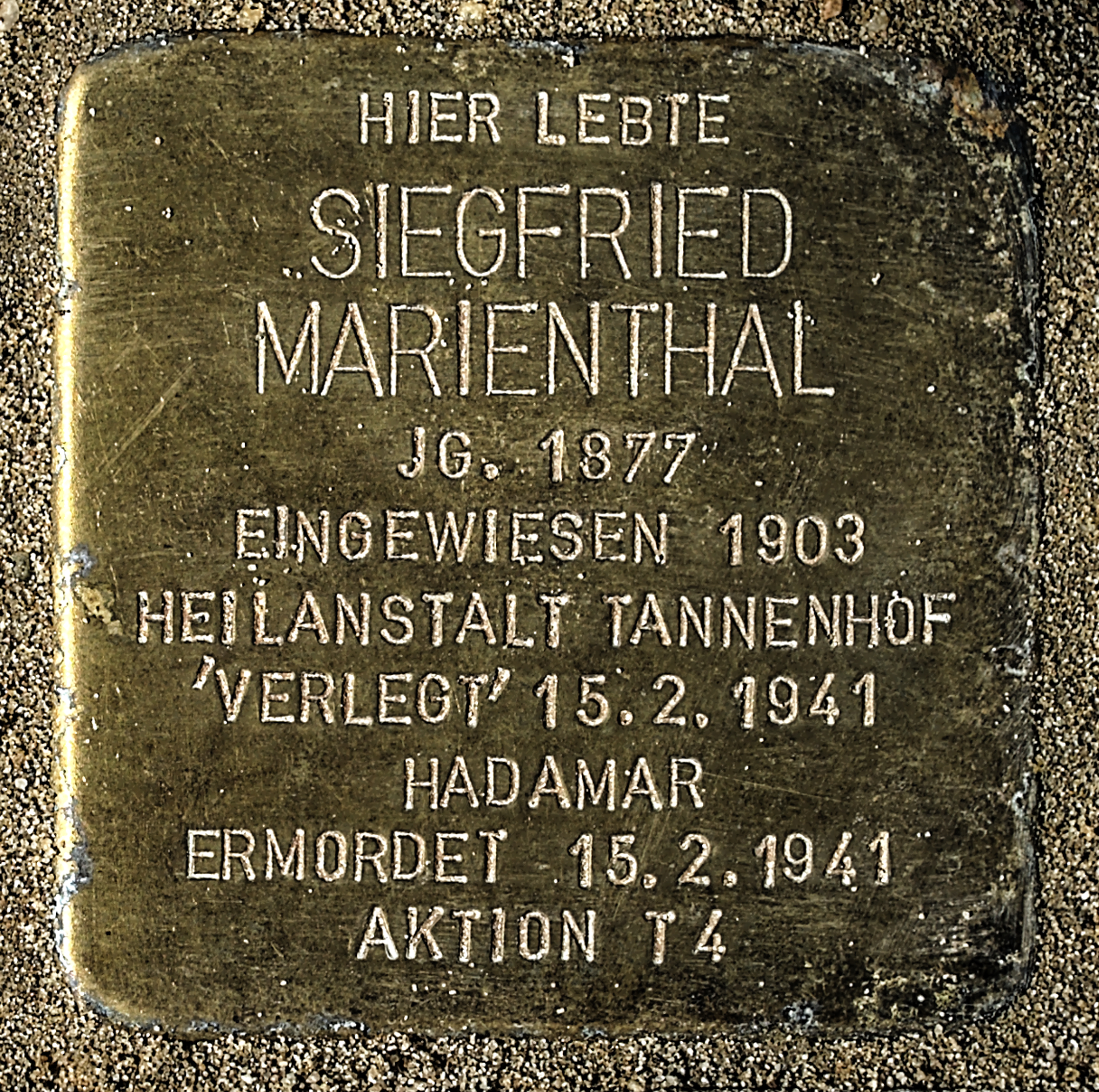
Stolperstein Siegfried Marienthal
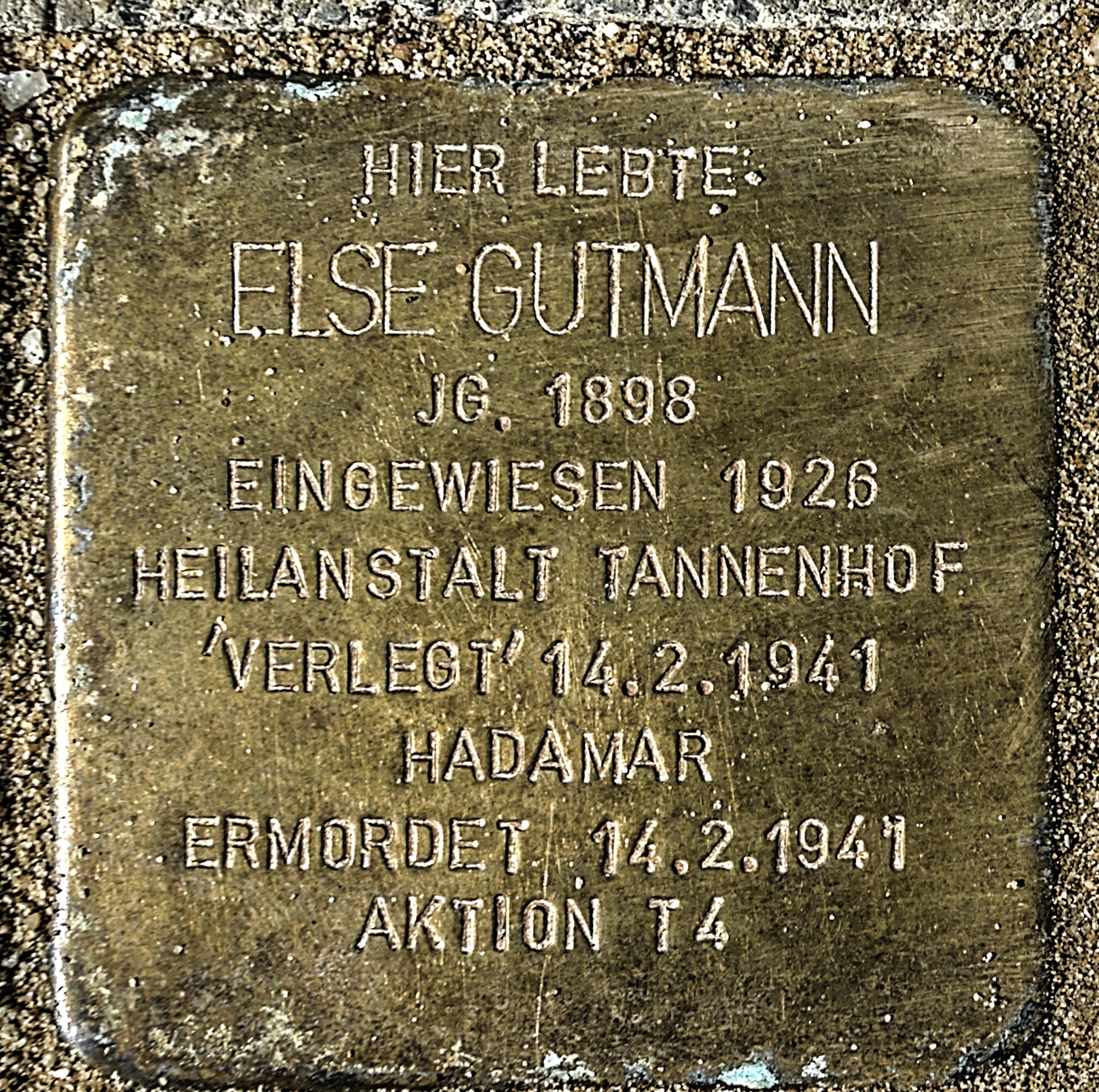
Stolperstein Else Gutmann